# Mohamed Ali El Annabi
Pour les articles homonymes, voir Annabi.
Mohamed Ali El Annabi (arabe : محمد علي العنابي), né le 19 mars 1905 à Ras Jebel et mort le 4 avril 1962 à Bizerte, est un ingénieur et militant tunisien.
Il est le premier Tunisien à être admis à l'École polytechnique,,.

## Biographie
Il grandit dans une famille d'intellectuels. Après des études primaires à Ras Jebel, où il est inscrit à l'école franco-arabe le 10 octobre 1910, il obtient son certificat d'études primaires en 1919 à Bizerte et intègre le collège Sadiki, puis le lycée Carnot de Tunis. En juin 1926, il obtient un baccalauréat en mathématiques et, en octobre de la même année, un autre en philosophie. Il se rend ensuite à Paris où il passe deux ans au lycée Saint-Louis. Reçu à l'École polytechnique en 1929, il entre à l'École nationale supérieure des mines de Paris en 1933. Entre temps, il obtient sa licence ès lettres, puis ès mathématiques.
Mais le jeune étudiant, avide de connaissances, enchaîne en obtenant, en 1934, son diplôme à Sciences Po en un an au lieu de trois. Tout de suite après, il décide de rentrer au pays après avoir refusé des offres de l'université de Paris. Lorsqu'il rentre au pays, il devient, en 1937, fonctionnaire des travaux publics en tant qu'ingénieur adjoint à la direction des intérêts miniers. Cet acte permet de mettre en vigueur le décret de juillet 1933 qui permet aux Tunisiens l'accès à la fonction publique, mais qui n'était jusqu'ici pas respecté. Lors d'une interview d'El Annabi parue dans le journal Ezzamen, il déclare que l'accès à l'emploi dans les administrations tunisiennes est un droit et non un privilège pour toute personne qualifiée. En 1940-1941, il préside un club omnisports tunisois, le Club africain.
Vers la fin 1947, il collabore à la création de l'Association des ingénieurs et techniciens tunisiens dont le but est de préparer des cadres tunisiens à des hautes fonctions dans l'administration en vue d'une libération prochaine du pays : « La libération d'un pays se prépare et les habitants de ce pays doivent être prêts à tenir les rênes. » Tel est alors le credo favori d'El Annabi. Il sera également pendant vingt ans le président de l'Association des anciens de Sadiki qui devient un cénacle du nationalisme tunisien. De plus, il crée et participe activement à plusieurs clubs de recherche. Il aide la génération montante en lui inculquant son esprit scientifique pour qu’elle puisse poursuivre des études à l’étranger en lui procurant des bourses, comme il l’a fait pour Mokhtar Latiri, qui lui en fut reconnaissant toute sa vie.
En 1956, il est nommé ingénieur en chef des travaux publics et directeur du plan. En 1959, il est nommé commissaire de la recherche scientifique et de l'énergie nucléaire et devient membre actif de l'Agence internationale de l'énergie atomique dont le siège se trouve à Vienne. En 1961, il organise une conférence sur le thème « Promesses du nucléaire en Tunisie ». Lors de son discours, il laisse entrevoir la possibilité d’acquisition d’un réacteur nucléaire pour la Tunisie.
Mohamed Ali El Annabi décède en 1962 à l'âge de 57 ans. 

## Postérité
En Tunisie, trois rues portent le nom de Mohamed Ali El Annabi ainsi qu’un lycée à Ras Jebel d’où il est originaire. L'École nationale d'ingénieurs de Tunis l’a honoré en renommant l'un de ses amphithéâtres.
En 2012, lors du 26e édition du Festival estival de Ras Jebel, un vibrant hommage est rendu au fils de la ville à travers un séminaire scientifique et technologique.

## Vie privée
Il est marié avec Hayet Bahri et a un fils.